# (20616) Zeeshansayed
(20616) Zeeshansayed (1999 SH6) – planetoida z grupy pasa głównego asteroid okrążająca Słońce w ciągu 3,34 lat w średniej odległości 2,23 j.a. Odkryta 30 września 1999 roku.